# De delictis gravioribus
De delictis gravioribus, auch Ad exsequendam genannt, ist ein Schreiben, das am 18. Mai 2001 vom damaligen Kardinalpräfekten der Kongregation für die Glaubenslehre, Joseph Kardinal Ratzinger, verfasst und allen amtierenden Bischöfen, Ordinarien, Hierarchen und Oberen der gesamten katholischen Kirche zugesendet wurde, sowohl in der lateinischen als auch in den orientalischen Rituskirchen. Der Brief wurde 2001 im offiziellen Amtsblatt des Heiligen Stuhls, den Acta Apostolicae Sedis, veröffentlicht.
Die Bezeichnung De delictis gravioribus (lateinisch für „Über schwerere Verbrechen“) stammt aus der Überschrift des Schreibens. Die Bezeichnung Ad exsequendam (sinngemäß „Zur Ausführung“ oder „Zur Umsetzung“) entspricht den ersten Worten des anschließenden Textes.

## Inhalt
In dem Schreiben wurden die Angesprochenen über neue Normen für schwerwiegendere Straftaten gegen den Glauben, die Heiligkeit der Sakramente und die Sitten informiert, was die gerichtliche Alleinzuständigkeit der Glaubenskongregation als eines Apostolischen Gerichtshofes betrifft.
Der damalige Kardinal Ratzinger ruft darin im Auftrag des Papstes Johannes Paul II. aufgrund des Apostolischen Schreibens Sacramentorum sanctitatis tutela (als Motu Proprio am 30. April 2001 ergangen) die der Glaubenskongregation vorbehaltenen schweren Straftaten in Erinnerung, darunter „die von einem Kleriker begangene Straftat gegen das sechste Gebot des Dekalogs an einem Minderjährigen unter 18 Jahren“, womit sexueller Missbrauch durch Kleriker gemeint ist.
In dem Schreiben heißt es: „Prozesse dieser Art unterliegen der päpstlichen Geheimhaltung“. Bereits die Instruktion Crimen sollicitationis (1922, aktualisiert im Jahr 1962) hatte für Fälle des sexuellen Missbrauchs, insbesondere vor, während oder nach der Beichte, von Mitgliedern des kirchlichen Tribunals höchste Geheimhaltung verlangt; die Forderung der Geheimhaltung galt aber nicht für die Opfer und gegebenenfalls Zeugen.
Seit 2001 ist daher die Verjährungsfrist für Sexualdelikte mit Minderjährigen auf 10 Jahre ab der Volljährigkeit angehoben und seit 2010 auf 20 Jahre, wobei in schweren Fällen im Sinne der Opfer von der Verjährung innerkirchlich dispensiert werden kann. Die zentrale Meldepflicht auch für diese Straftaten wurde von Papst Johannes Paul II. und Kardinal Ratzinger geschaffen.